# Llista de municipis del Maresme
La comarca del Maresme està integrada per un total de 30 municipis. La capital és Mataró, la ciutat més gran, situada prop del centre de la comarca. Per l'orografia de la comarca i pel moviment històric de població, els municipis es distribueixen pel litoral, molts amb el complement «de Mar», i per l'interior amb els complements «de Dalt», «de Munt» o «de Vallalta». Actualment, el litoral és pràcticament una continuïtat urbana.

Informació actualitzada per un bot. Els canvis manuals es perdran quan s'actualitzi!
| Escut | Municipi                  | Població       | Superfície km² | Densitat  | Altitud | Codi postal | Codi territorial | Dades a Wikidata              |
| ----- | ------------------------- | -------------- | -------------- | --------- | ------- | ----------- | ---------------- | ----------------------------- |
|       | Alella                    | 10.217 (2024)  | 9,6            | 1.064,27  | 90      | 08328       | 08003            | Modifica les dades a Wikidata |
|       | Arenys de Mar             | 16.642 (2024)  | 6,8            | 2.447,35  | 10      | 08350       | 08006            | Modifica les dades a Wikidata |
|       | Arenys de Munt            | 9.458 (2024)   | 21,3           | 444,04    | 121     | 08358       | 08007            | Modifica les dades a Wikidata |
|       | Argentona                 | 12.844 (2024)  | 25,4           | 505,67    | 88      | 08310       | 08009            | Modifica les dades a Wikidata |
|       | Cabrera de Mar            | 5.018 (2024)   | 9              | 557,56    | 104     | 08349       | 08029            | Modifica les dades a Wikidata |
|       | Cabrils                   | 7.767 (2024)   | 7              | 1.109,57  | 147     | 08348       | 08030            | Modifica les dades a Wikidata |
|       | Caldes d'Estrac           | 3.259 (2024)   | 0,9            | 3.621,11  | 33      | 08393       | 08032            | Modifica les dades a Wikidata |
|       | Calella                   | 20.369 (2024)  | 8              | 2.546,13  | 5       | 08370       | 08035            | Modifica les dades a Wikidata |
|       | Canet de Mar              | 15.140 (2024)  | 5,6            | 2.703,57  | 15      | 08360       | 08040            | Modifica les dades a Wikidata |
|       | Dosrius                   | 6.142 (2024)   | 40,7           | 150,91    | 147     | 08319       | 08075            | Modifica les dades a Wikidata |
|       | Malgrat de Mar            | 19.377 (2024)  | 8,8            | 2.201,93  | 4       | 08380       | 08110            | Modifica les dades a Wikidata |
|       | Mataró                    | 131.798 (2024) | 22,5           | 5.857,69  | 28      | 08301–08304 | 08121            | Modifica les dades a Wikidata |
|       | Montgat                   | 12.625 (2024)  | 2,9            | 4.353,45  | 20      | 08390       | 08126            | Modifica les dades a Wikidata |
|       | Palafolls                 | 9.938 (2024)   | 16,6           | 598,67    | 16      | 08389       | 08155            | Modifica les dades a Wikidata |
|       | Pineda de Mar             | 29.455 (2024)  | 10,7           | 2.752,8   | 10      | 08397       | 08163            | Modifica les dades a Wikidata |
|       | Premià de Dalt            | 10.594 (2024)  | 6,6            | 1.605,15  | 143     | 08338       | 08230            | Modifica les dades a Wikidata |
|       | Premià de Mar             | 28.951 (2024)  | 2,1            | 13.786,19 | 8       | 08330       | 08172            | Modifica les dades a Wikidata |
|       | Sant Andreu de Llavaneres | 11.933 (2024)  | 11,8           | 1.011,27  | 114     | 08392       | 08197            | Modifica les dades a Wikidata |
|       | Sant Cebrià de Vallalta   | 3.828 (2024)   | 15,7           | 243,82    | 71      | 08396       | 08203            | Modifica les dades a Wikidata |
|       | Sant Iscle de Vallalta    | 1.458 (2024)   | 17,8           | 81,91     | 129     | 08359       | 08193            | Modifica les dades a Wikidata |
|       | Sant Pol de Mar           | 5.834 (2024)   | 7,5            | 777,87    | 15      | 08395       | 08235            | Modifica les dades a Wikidata |
|       | Sant Vicenç de Montalt    | 6.712 (2024)   | 8,1            | 828,64    | 143     | 08394       | 08264            | Modifica les dades a Wikidata |
|       | Santa Susanna             | 4.023 (2024)   | 12,6           | 319,29    | 10      | 08398       | 08261            | Modifica les dades a Wikidata |
|       | Teià                      | 6.818 (2024)   | 6,6            | 1.033,03  | 128     | 08329       | 08281            | Modifica les dades a Wikidata |
|       | Tiana                     | 9.305 (2024)   | 8              | 1.170,44  | 136     | 08390 08391 | 08282            | Modifica les dades a Wikidata |
|       | Tordera                   | 18.780 (2024)  | 84,6           | 221,99    | 34      | 08490       | 08284            | Modifica les dades a Wikidata |
|       | Vilassar de Dalt          | 9.281 (2024)   | 8,9            | 1.042,81  | 142     | 08339       | 08214            | Modifica les dades a Wikidata |
|       | Vilassar de Mar           | 21.162 (2024)  | 4              | 5.290,5   | 10      | 08340       | 08219            | Modifica les dades a Wikidata |
|       | el Masnou                 | 24.479 (2024)  | 3,4            | 7.199,71  | 27      | 08320       | 08118            | Modifica les dades a Wikidata |
|       | Òrrius                    | 805 (2024)     | 5,7            | 141,23    | 259     | 08317       | 08153            | Modifica les dades a Wikidata |